# Des Deutschen Vaterland
Was ist des Deutschen Vaterland (français : Qu'est-ce que la Patrie de l'Allemand ?) est une chanson irrédentiste allemande, composée par le prussien Ernst Moritz Arndt en 1813 dans le contexte de l'unification allemande. Elle devient populaire à partir de 1825 quand Gustav Reichardt compose une nouvelle mélodie.

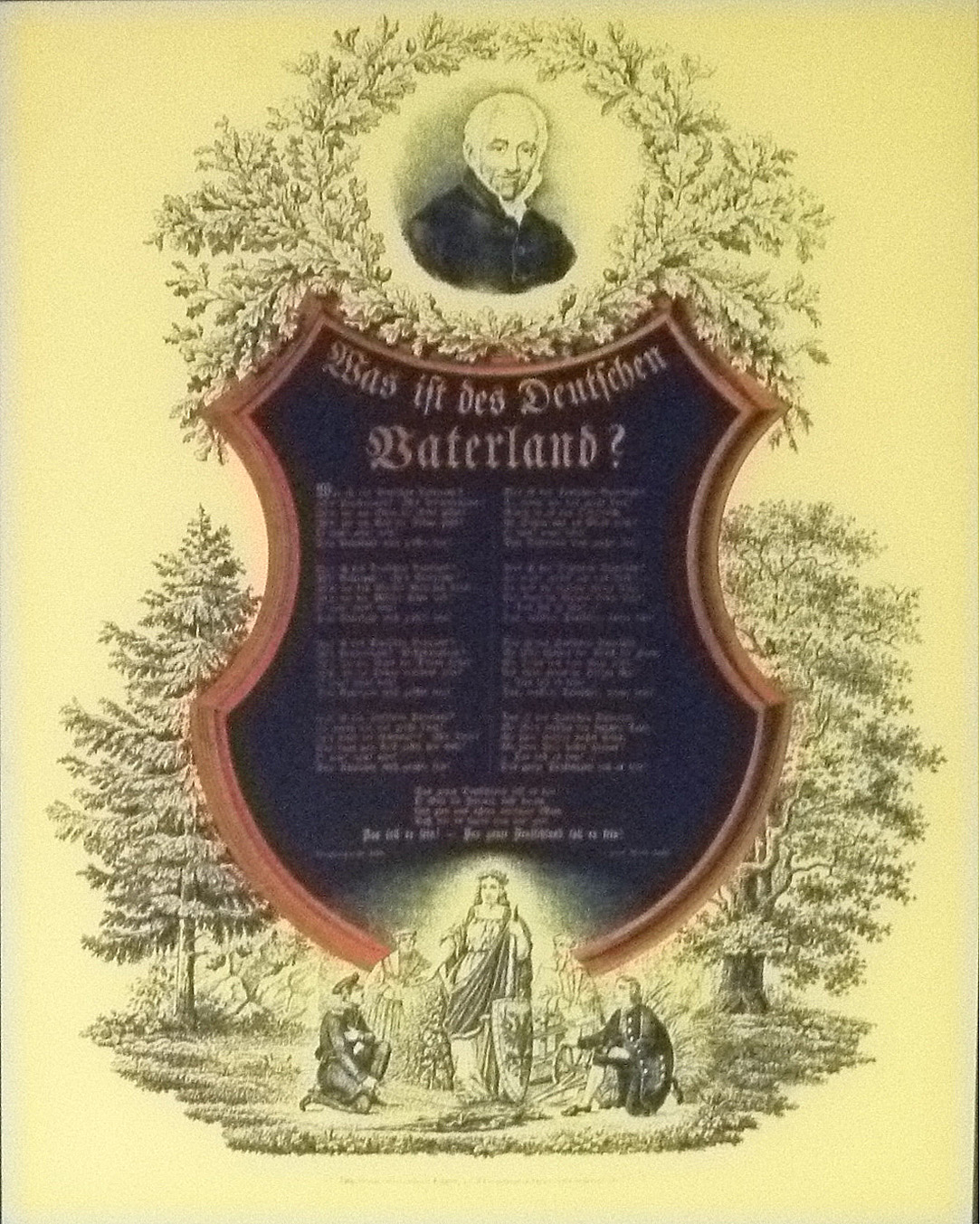
Livret de la chanson.

Le thème de la chanson a des influences ultérieures. En 1861, le compositeur Joseph Raff reprend la mélodie dans sa Symphonie n°1. En 1911, Emil Sembritzki s'inspire de cette chanson en composant Was ist des Deutschen Tochterland (Qu'est-ce que l'Empire colonial allemand ?) dans lequel il défend explicitement les conquêtes coloniales de l'Empire allemand.

## Historique
Au début du XIXe siècle, le monde germanique est en ébullition. Napoléon Ier a imposé le Saint-Empire-Romain Germanique en 1806 qui se traduit non seulement par l'abdication de son empereur François II mais aussi la dissolution totale de cet ensemble monarchique et corporatif. La France napoléonienne crée la confédération du Rhin, qui unifie pour la première fois les principautés rhénanes à l'ouest de l'Allemagne moderne et marque les prémices de l'unification allemande. En 1807, alors que les armées françaises occupent Berlin dans le cadre de la campagne de Prusse et de Pologne, le philosophe Johann Gottlieb Fichte va poser les bases de l'unité allemande dans son Discours à la nation allemande. Il y développe une conception essentialiste de l'État-Nation : une Nation basée sur la religion commune des principautés germaniques (protestantisme, avec toutefois l'exception de la Bavière très catholique) et la langue partagée (allemand).
Dans les paroles de la chanson, le compositeur se fait le héraut de ce pangermanisme : il s'interroge sur les hypothétiques frontières du nouvel État allemand en considérant que tous les territoires parlant allemand devraient être unifiées dans un seul et même ensemble politique. 

## Paroles
La chanson énumère tous les territoires qui sont potentiellement patrie des Allemands. La chanson conclut en considérant l'intégralité des territoires énoncés comme étant allemand. Écrit dans le contexte de la domination française outre-Rhin à travers l'État satellite de la confédération du Rhin, les derniers paragraphes reflètent le sentiment quelque peu francophobe de son auteur. 
| Paroles originelles en allemand | Paroles traduites en français |
| --- | --- |
| Was ist des Deutschen Vaterland? Ist’s Preußenland? Ist’s Schwabenland? Ist’s, wo am Rhein die Rebe blüht? Ist’s, wo am Belt die Möwe zieht? O nein, nein, nein! Sein Vaterland muss größer sein! Was ist des Deutschen Vaterland? Ist’s Bayerland? Ist’s Steierland? Ist’s, wo des Marsen Rind sich streckt? Ist’s, wo der Märker Eisen reckt? O nein, nein, nein! Sein Vaterland muss größer sein! Was ist des Deutschen Vaterland? Ist’s Pommerland? Westfalenland? Ist’s, wo der Sand der Dünen weht? Ist’s, wo die Donau brausend geht? O nein, nein, nein! Sein Vaterland muss größer sein! Was ist des Deutschen Vaterland? So nenne mir das große Land! Ist’s Land der Schweizer? Ist’s Tirol? Das Land und Volk gefiel mir wohl. Doch nein, nein, nein! Sein Vaterland muss größer sein! Was ist des Deutschen Vaterland? So nenne mir das große Land! Gewiss, es ist das Österreich, An Ehren und an Siegen reich? O nein, nein, nein! Sein Vaterland muss größer sein! Was ist des Deutschen Vaterland? So nenne endlich mir das Land! So weit die deutsche Zunge klingt Und Gott im Himmel Lieder singt: Das soll es sein! Das soll es sein! Das, wackrer Deutscher, nenne dein! Das ist des Deutschen Vaterland, Wo Eide schwört der Druck der Hand, Wo Treue hell vom Auge blitzt Und Liebe warm im Herzen sitzt. Das soll es sein! Das soll es sein! Das, wackrer Deutscher, nenne dein! Das ist des Deutschen Vaterland, Wo Zorn vertilgt den welschen Tand, Wo jeder Franzmann heißet Feind, Wo jeder Deutsche heißet Freund. Das soll es sein! das soll es sein! Das ganze Deutschland soll es sein! O Gott vom Himmel, sieh darein Und gib uns rechten deutschen Mut, Dass wir es lieben treu und gut! Das soll es sein! Das soll es sein! Das ganze Deutschland soll es sein! | Quelle est la patrie de l'Allemand ? Est-ce la Prusse, est-ce la Souabe ? Est-ce là où les vignes fleurissent sur le Rhin ? Est-ce là où la mouette se déplace sur le Petit Belt ? Oh non ! Non ! Sa patrie doit être plus grande ! Quelle est la patrie de l'Allemand ? Est-ce la Bavière, est-ce la Styrie ? Est-ce la patrie du bétail des Marses ? Est-ce là que les citoyens de La Marck moulent le fer ? Oh non ! Non ! Sa patrie doit être plus grande ! Quelle est la patrie de l'Allemand ? Est-ce la Poméranie, la Westphalie ? Est-ce là où souffle le sable des dunes ? Est-ce là où le Danube se précipite ? Oh non ! Non ! Sa patrie doit être plus grande ! Quelle est la patrie de l'Allemand ? Nommez-moi donc ce grand pays ! Est-ce la Suisse, est-ce le Tyrol ? Le pays et le peuple qui me plaisent bien ! Mais non ! Non ! Sa patrie doit être plus grande ! Quelle est la patrie de l'Allemand ? Nommez-moi donc ce grand pays ! Ce doit être l'Autriche, Riche en victoires et en honneurs ? Oh non ! Non ! Sa patrie doit être plus grande ! Quelle est la patrie de l'Allemand ? Nomme-moi donc ce grand pays, enfin ! Aussi loin que sonne la langue allemande Et chante des chansons à Dieu dans le ciel : Qu'il en soit ainsi, qu'il en soit ainsi ! Cela, brave Allemand, appelle cela le tien ! C'est la patrie de l'Allemand, Où les serments sont prêtés avec la main courbée, Où la loyauté brille brillamment dans les yeux Et l'amour est assis chaleureusement dans le cœur. A insi soit-il, C'est ainsi, brave Allemand, qu'il en sera ! C'est la patrie de l'Allemand, Où la rage anéantit la pacotille étrangère, Où chaque Français est appelé ennemi, Où chaque Allemand est appelé ami. Il en sera ainsi, L'Allemagne entière, ce sera. Ce sera toute l'Allemagne, Ô Dieu du ciel, regarde en toi Et donne-nous le vrai courage allemand, Pour que nous puissions l'aimer fidèlement et bien. Qu'elle soit, L'Allemagne entière doit être. |